# 209P/LINEAR
209P/LINEAR (również LINEAR 41) – kometa krótkookresowa, należąca do rodziny Jowisza. Jest to także obiekt typu NEO.

## Odkrycie
Kometa została odkryta 3 lutego 2004 roku w ramach programu obserwacyjnego LINEAR.

## Orbita komety i właściwości fizyczne
Orbita komety 209P/LINEAR ma kształt elipsy o mimośrodzie 0,69. Jej peryhelium znajduje się w odległości 0,90 j.a., aphelium zaś 4,96 j.a. od Słońca. Jej okres obiegu wokół Słońca wynosi 5,02 roku, nachylenie do ekliptyki to wartość 19,48˚.
Jądro tej komety ma rozmiary ok. 2 km.
Po przejściu przez peryhelium 6 maja 2014 roku kometa zbliżała się do Ziemi. Obliczono, że 29 maja osiągnie najmniejszą odległość równą 0,055 j.a., dziewiątą pod względem znanych zbliżeń komet do Ziemi. Ze względu na małą aktywność jądra, jasność komety pozostanie na poziomie 11m, zatem będzie ona obserwowalna tylko przez teleskopy.

## Rój meteorów
Z kometą 209P/LINEAR związany był rój meteorów obserwowany w 2014 roku, zwanych Camelopardalidami (od łacińskiej nazwy gwiazdozbioru Żyrafy, w którym znajduje się radiant). Obliczona trajektoria komety wskazywała, że w maju 2014 roku Ziemia przejdzie przez obszar zawierający materię wyrzuconą przez nią w XVIII i na początku XX wieku, co dawało szansę na intensywny deszcz meteorów. Przejście nastąpiło w nocy z 23 na 24 maja 2014, jednak rój okazał się mało aktywny, maksymalna zenitalna liczba godzinna była równa 17.